# Tournoi de Dubaï de rugby à sept 2007
Navigation
2006 2008
Le Tournoi de Dubaï de rugby à sept 2007 (En anglais Dubaï rugby sevens 2007) est un tournoi de rugby à sept, comptant pour l'IRB Sevens World Series, qui se déroule les 30 novembre et 1er décembre 2007 à Dubai. Les matchs sont disputés au Dubai Exiles Rugby Ground devant 20 000 personnes. La Nouvelle-Zélande remporte la finale de la Cup face aux  Fidji.

## Équipes participantes
Seize équipes participent au tournoi :
- Afrique du Sud
- Angleterre
- Argentine
- Australie
- Canada
- Écosse
- États-Unis
- France
- Fidji
- Pays de Galles
- Golfe Persique
- Kenya
- Nouvelle-Zélande
- Samoa
- Tunisie
- Zimbabwe

## Phase de poules

### Poule A
| Rang | Pays             | J | V | N | D | Pm  | Pe  | Diff | Pts |
| ---- | ---------------- | - | - | - | - | --- | --- | ---- | --- |
| 1    | Nouvelle-Zélande | 3 | 3 | 0 | 0 | 126 | 24  | +102 | 9   |
| 2    | Écosse           | 3 | 2 | 0 | 1 | 49  | 58  | -9   | 7   |
| 3    | France           | 3 | 1 | 0 | 2 | 57  | 38  | +19  | 5   |
| 4    | Golfe Persique   | 3 | 0 | 0 | 3 | 5   | 117 | -112 | 3   |

### Poule B
| Rang | Pays      | J | V | N | D | Pm  | Pe | Diff | Pts |
| ---- | --------- | - | - | - | - | --- | -- | ---- | --- |
| 1    | Fidji     | 3 | 3 | 0 | 0 | 111 | 36 | +75  | 9   |
| 2    | Argentine | 3 | 2 | 0 | 1 | 50  | 50 | 0    | 7   |
| 3    | Australie | 3 | 1 | 0 | 2 | 52  | 86 | -34  | 5   |
| 4    | Zimbabwe  | 3 | 0 | 0 | 3 | 33  | 74 | -41  | 3   |

### Poule C
| Rang | Pays           | J | V | N | D | Pm | Pe | Diff | Pts |
| ---- | -------------- | - | - | - | - | -- | -- | ---- | --- |
| 1    | Samoa          | 3 | 3 | 0 | 0 | 72 | 33 | +39  | 9   |
| 2    | Kenya          | 3 | 2 | 0 | 1 | 45 | 43 | +2   | 7   |
| 3    | Pays de Galles | 3 | 1 | 0 | 2 | 48 | 40 | +8   | 5   |
| 4    | États-Unis     | 3 | 0 | 0 | 3 | 14 | 63 | -49  | 3   |

### Poule D
| Rang | Pays           | J | V | N | D | Pm | Pe | Diff | Pts |
| ---- | -------------- | - | - | - | - | -- | -- | ---- | --- |
| 1    | Afrique du Sud | 3 | 3 | 0 | 0 | 95 | 16 | +79  | 9   |
| 2    | Angleterre     | 3 | 1 | 1 | 1 | 61 | 58 | +3   | 6   |
| 3    | Canada         | 3 | 1 | 1 | 1 | 53 | 74 | -21  | 6   |
| 4    | Tunisie        | 3 | 0 | 0 | 3 | 31 | 93 | -62  | 3   |

## Phase finale

### Tournois principaux

#### Cup
Nouvelle-Zélande 31 – 21 Fidji 

#### Bowl
Canada 0 – 31 Australie 

### Matchs de classement

#### Plate
Argentine 15 – 14 Samoa 

#### Shield
Zimbabwe 22 – 19 Tunisie 

## Statistiques

### Meilleur marqueur
| Rang | Joueur             | Équipe           | Essais |
| ---- | ------------------ | ---------------- | ------ |
| 1    | Neumi Nanuku       | Fidji            | 8      |
| -    | Emosi Vucago       | Fidji            | 8      |
| 3    | Alafoti Fa'osiliva | Samoa            | 6      |
| -    | Zar Lawrence       | Nouvelle-Zélande | 6      |
| -    | DTH van der Merwe  | Canada           | 6      |

### Meilleur réalisateur
| Rang | Joueur         | Équipe           | Points | Essais | Transf. | Pén. | Drops |
| ---- | -------------- | ---------------- | ------ | ------ | ------- | ---- | ----- |
| 1    | Neumi Nanuku   | Fidji            | 68     | 8      | ?       | ?    | ?     |
| 2    | Tomasi Cama    | Nouvelle-Zélande | 47     | ?      | ?       | ?    | ?     |
| 3    | Emosi Vucago   | Fidji            | 42     | 8      | 1       | 0    | 0     |
| 4    | Kacey Mitchell | Canada           | 36     | ?      | ?       | ?    | ?     |
| 5    | Zar Lawrence   | Nouvelle-Zélande | 30     | 6      | 0       | 0    | 0     |